# Obligatorisk IT-incidentrapportering
Obligatorisk IT-incidentrapportering innebär en skyldighet att rapportera IT-sårbarheter.

## I Sverige
I Sverige infördes det den 4 april 2016 och innebär en skyldighet för Svenska statliga myndigheter att rapportera IT-sårbarheter till Myndigheten för samhällsskydd och beredskaps avdelning för IT-säkerhetsfrågor (Cert-se) och i vissa fall även till Säkerhetspolisen och Försvarsmakten. Syftet är att få en samlad bild och en kunskapsbas över sårbarheter i svenska system samt att bättre kunna förebygga attacker mot myndigheter där viktiga samhällstjänster riskerar att störas, eller där desinformation planeras att spridas.
Typer av incidenter som ska rapporteras in är störningar i mjukvara/hårdvara, förlust av data, externa attacker, säkerhetsbrister eller felaktigt handhavande som leder till allvarliga incidenter.
Obligatoriet har liknats vid sjukvårdens Lex Maria.
Fram till 30 september samma år som obligatoriet infördes hade svenska myndigheter drabbats av 131 allvarligare it-incidenter under det senaste halvåret som inkommit till MSB, vilket motsvarar ungefär 5 incidenter varje vecka, men Totalförsvarets forskningsinstitut uppskattar att angreppen är mycket fler.
I november 2017 rapporterade Ekoredaktionen att flera myndigheter, kommuner och företag hade allvarliga brister i sin it-säkerhet. Över 7000 system, varav vissa styrde samhällskritisk infrastruktur, hade säkerhetsbrister. I över 1000 av systemen, som bland annat kontrollerar avloppssystem, fastigheter (till exempel fjärrvärme och brandlarm), infrastruktur och kraftverk, krävdes inte ens ett lösenord för att kontrollera systemen.

### Bakgrund
Dagens Nyheter publicerade hösten 2014 en artikelserie där tidningen granskade hur myndigheter och företag skötte sin och privatpersoners it-säkerhet.
Riksrevisionen påtalade vintern 2014 att it-hoten mot Sverige har ökat men att regeringen och myndigheterna inte hade vidtagit tillräckliga åtgärder för att skydda sig. Liknande system med obligatorisk it-incidentrapportering hade funnits länge i flera andra länder som USA, Tyskland, Nederländerna och Norge.
Våren 2015 lyfte en statlig utredning obligatorisk it-incidentrapportering som en av de viktigaste åtgärderna att genomföra, något som även Riksrevisionen hade påtalat.